# Ophion bilineatus
Ophion bilineatus är en stekelart som beskrevs av Thomas Say 1829. Ophion bilineatus ingår i släktet Ophion och familjen brokparasitsteklar. Inga underarter finns listade i Catalogue of Life.